# Военное дело (журнал)
«Военное дело» — популярный русскоязычный военный (военно-научный) журнал о военном деле, печатный орган Народного комиссариата по военным и морским делам (Наркомвоенмор) по части генерального штаба.
Журнал издавался раз в неделю. До 1920 года был единственным периодическим изданием в России, рассчитанным на широкий круг читателей и предназначался для командного и политического состава РККА. Основные задачи журнала: разъяснение политики и деятельности РКП(б) и Советского правительства по вопросам военного строительства РККА, методики обучения и воспитания личного состава, освещение теории и практики применения войск РККА, применение военного дела за рубежом. Девиз: «Знание и Умение — Сила». Адрес редакции: Москва, улица ?.

## История
Журнал основан в июне 1918 года, и его первый номер вышел 1 июня 1918 года.
Подписная цена военного журнала была в 1919 году:
- 1 месяц — 12 рублей;
- 3 месяца — 35 рублей;
- 1/2 года — 65 рублей;

А цена отдельного номера была три рубля.
Издавался под названием «Военное дело» до марта 1920 года. С марта 1920 года по 1921 год имел название — «Военно-научный журнал РККА».
Далее издавался под названиями:
- с 1921 года по 1922 год — «Военная наука и революция»
- с 1922 года по 1925 год — «Военная мысль и революция»
- с 1925 года по 1936 год — «Война и революция»
- с 1936 года — «Военная мысль» (предшественником «Военной мысли» считается основанный в 1858 г. по инициативе профессора Императорской военной академии Д. А. Милютина журнал «Военный сборник». Нынешняя «Военная мысль» — основное военно-теоретическое издание Министерства обороны Российской Федерации — является прямым преемником издания «Военное дело», первый номер которого вышел в свет 1 июня 1918 г. (с 1936 г. — «Военная мысль»)).

«….Шапошников, который во время советско-польской войны в журнале „Военное дело“ напечатал необыкновенно грубую шовинистическую статью в духе доброго царского времени („Коварные ляхи“ и др.)…»— Л. Д. Троцкий

## Содержание и авторы
- Статьи и чёрно-белые фотографии;

Печатные работы Б. М. Шапошникова в журнале:
- Месяц в тылу противника. Журнал «Военное дело». Москва, 1918 г., № 27.
- Мираж и действительность. «Военное дело», 1919 г., № 2.
- Рейды конницы. «Военное дело», 1919 г., № 28-29.
- Конные массы. «Военное дело», 1919 г., № 34-35.
- Обзор военных действий Красной Армии (с 7 ноября по 1 декабря). «Военное дело», 1919 г., № 34-35.
- Обзор боевых действий Красной Армии за декабрь 1919 г. «Военное дело», 1920 г., № 1.
- Обзор боевых действий Красной Армии в январе 1920 г. «Военное дело», 1920 г., № 2.
- Обзор боевых действий Красной Армии в феврале 1920 г. «Военное дело», 1920 г., Л" 4.
- Обзор боевых действий Красной Армии в марте 1920 г. «Военное дело», 1920 г., № 9.
- Милиционная конница. «Военное дело», 1920 г., № 10.
- Обзор боевых действий Красной Армии в апреле 1920 г. «Военное дело», 1920 г., № И.
- Милиционная конница. «Военное дело», 1920 г., № 12.
- Первые боевые шаги маршала Пилсудского. «Военное дело», 1920 г., № 13.
- Обзор боевых действий Красной Армии в мае 1920 г. «Военное дело», 1920 г., № 13.
- Польская армия. «Военное дело», 1920 г., № 15.

Печатные работы С. М. Белицкий в журнале: 
- «Эшелонная война», журнал «Война и революция», Москва, № 10 — № 11, 1927.

Печатные работы К. А. Мехоношина в журнале: 
- «От захвата власти к овладению аппаратом», журнал «Война и революция», № 2, — М., 1928.

Печатные работы М. Р. Галактионова в журнале: 
- «Броня и мотор.», журнал «Война и революция», 1932 № 4, 1932.
- «Артиллерия и танки.», журнал «Война и революция», № 11 — № 12, 1932.
- «Танк Кристи.», журнал «Война и революция», № 11 — № 12, 1933.
- «Мото-мехсилы и авиация в операции "Канны"», журнал «Война и революция», № 7 — № 8, 1934.